# Leandro & Leonardo Vol. 9
Leandro & Leonardo Vol. 9 é um álbum de estúdio da dupla sertaneja Leandro & Leonardo, lançado em outubro de 1995.
A faixa "Chuva de Lágrimas" tem como vocalista principal Leandro, e o refrão é cantado por Leonardo.

## Faixas
| N.º | Título                    | Compositor(es)                                   | Duração |  |
| 1.  | "Eu Juro (I Swear)"       | Frank Joseph Myers / Gary Baker (versão: Demian) | 4:16    |  |
| 2.  | "O Que a Vida Fez Comigo" | César Augusto / Piska                            | 3:55    |  |
| 3.  | "Um Violeiro Toca"        | Almir Sater / Renato Teixeira                    | 4:21    |  |
| 4.  | "Entre Um Gole e Outro"   | Fátima Leão / Elias Muniz                        | 2:38    |  |
| 5.  | "Diz Pra Mim"             | Nando Cordel                                     | 3:44    |  |
| 6.  | "Chuva de Lágrimas"       | Piska / Eduardo / Adriano                        | 3:38    |  |
| 7.  | "Festa de Rodeio"         | César Augusto / César Rossini / Reinaldo Barriga | 4:01    |  |
| 8.  | "Jogo de Orgulho"         | Alvaro Socci / Cláudio da Matta / Vivian Perl    | 4:09    |  |
| 9.  | "Transa Comigo"           | César Augusto / Piska                            | 3:13    |  |
| 10. | "Fui Dando Porrada"       | Jairo Góes                                       | 3:28    |  |
| 11. | "Animal"                  | Jefferson Farias / Nino                          | 3:21    |  |
| 12. | "Maravilhas do Mundo"     | José Fernandes                                   | 3:54    |  |
| 13. | "Tarde Demais"            | Piska / Eduardo / Adriano                        | 3:46    |  |
| 14. | "Viúva Nova"              | Juvenal Ungarelli / Nazildo                      | 3:40    |  |

## Certificações
| Brasil (Pro-Música Brasil)                | 2× Platina | 1996 | 500.000* |
| *número de vendas baseado na certificação |            |      |          |